# Elecciones estaduales de Río Grande del Sur de 1982
Las elecciones estatales en Río Grande del Sur en 1982 tuvieron lugar el 15 de noviembre como parte de las elecciones generales en 23 estados brasileños y los territorios federales de Amapá y Roraima.Fueron elegidos gobernador Jair Soares, vicegobernador Cláudio Strassburger, senador Carlos Chiarelli, 32 diputados federales y 56 diputados estatales, además de alcaldes, vicealcaldes y concejales. En ese momento, las elecciones tenían una sola vuelta y en Porto Alegre y otros veinticuatro municipios no había elección de alcalde. Fue la primera elección directa para el ejecutivo estatal desde las elecciones de 1962 que ganó Ildo Meneghetti.
En 1982, el voto empatado, la subleyenda, impedía coaliciones partidarias y todavía era la última elección donde los gauchos domiciliados en el Distrito Federal tenían sus votos enviados a Rio Grande do Sul a través de urnas especiales. Como último dato tenemos que los tres vencidos en el gobierno llegarían a Piratini en disputas posteriores.

## Candidatos

### Gobernador
| Gobernador     | Gobernador | Gobernador | Cargos anteriores                                   | Vicegobernador       | Vicegobernador | Vicegobernador | Nª |
| Candidato      | Partido    | Partido    | Cargos anteriores                                   | Candidato            | Partido        | Partido        | Nª |
| -------------- | ---------- | ---------- | --------------------------------------------------- | -------------------- | -------------- | -------------- | -- |
| Jair Soares    |            | PDS        | Ministro de Seguridad Social (1979-1982)            | Claudio Strassburger |                | PDS            | 1  |
| Alceu Collares |            | PDT        | Diputado Federal por Río Grande del Sur (1971-1983) | Otávio Rocha         |                | PDT            | 2  |
| Olívio Dutra   |            | PT         | Sin cargo político anterior                         | Geci Prates          |                | PT             | 3  |
| Pedro Simon    |            | PMDB       | Senador Federal por Río Grande del Sur (1979-1987)  | Odacir Klein         |                | PMDB           | 5  |

#### Biografía del Gobernador Electo
Natural de Porto Alegre el abogado y dentista Jair Soares logro la única victoria del Partido Democrático Social (PDS) al Palacio Piratini aunque Río Grande del Sur haya sido gobernado por la Alianza Renovadora Nacional (ARENA) al largo del Régimen Militar de 1964. Sin embargo la presencia del MDB trajo cierto equilibrio a ese escenario debido a las elecciones para senador vencidas por la oposición en 1974 y 1978, pero la división entre el PMDB del senador Pedro Simon y el PDT del diputado federal Alceu Collares permitió el triunfo de los gobernistas cuyo candidato obtuvo su doble graduação en la Pontificia Universidad Católica del Río Grande del Sur. Otro jugador de fútbol entró en el servicio público veía Secretaría de Obras Públicas del Río Grande del Sur en 1952, año donde adhirió al PSD en él permaneciendo hasta la creación de la ARENA.
Desplazado para servir en la Asamblea Legislativa de Rio Grande do Sul, trabajó en la oficina del presidente de la casa y con la segunda victoria de Ildo Meneghetti del Partido Social Democrático (PSD) para el gobierno en 1962, pasó a jefe de gabinete en el Instituto Rio Grandense de Arroz y en los gobiernos de Peracchi Barcelos y Euclides Triches fue, respectivamente, Secretario de Administración y Secretario de Salud, ocupado en este último cargo por Sinval Guazzelli . Elegido diputado federal en 1978, tomó una excedencia para asumir el Ministerio de la Previsión Social en el gobierno de João Figueiredo, último presidente de la dictadura militar

### Senador Federal
| Gobernador       | Gobernador                                          | Gobernador | Cargos anteriores                                   | Vicegobernador     | Vicegobernador | Vicegobernador | Nª |
| Candidato        | Partido                                             | Partido    | Cargos anteriores                                   | Candidato          | Partido        | Partido        | Nª |
| ---------------- | --------------------------------------------------- | ---------- | --------------------------------------------------- | ------------------ | -------------- | -------------- | -- |
| Carlos Chiarelli |                                                     | PDS        | Diputado Federal por Río Grande del Sur (1979-1983) | José Rubens Pillar |                | PDS            | 10 |
| Alberto Hoffmann | Diputado Federal por Río Grande del Sur (1967-1983) | PDS        | Colorinda Sordi                                     |                    |                | PDS            | 10 |
| Getúlio Dias     |                                                     | PDT        | Diputado Federal por Río Grande del Sur (1971-1983) | Zulmira Cauduro    |                | PDT            | 20 |
| Getúlio Dias     | Homero Simon                                        | PDT        | Diputado Federal por Río Grande del Sur (1971-1983) |                    |                | PDT            | 20 |
| Raul Pont        |                                                     | PT         | Sin cargo político anterior                         | Geci Prates        |                | PT             | 30 |
| Raul Pont        | José Losada                                         | PT         | Sin cargo político anterior                         |                    |                | PT             | 30 |
| Paulo Brossard   |                                                     | PMDB       | Senador Federal por Río Grande del Sur (1975-1983)  | Temperani Pereira  |                | PMDB           | 50 |
| Paulo Brossard   | Thereza Noronha                                     | PMDB       | Senador Federal por Río Grande del Sur (1975-1983)  |                    |                | PMDB           | 50 |

#### Biografía del Senador Electo
El nuevo senador gaúcho es Carlos Chiarelli nacido en Pelotas y formado en 1962 en la Universidad Federal del Río Grande del Sur con polvos-graduação en el exterior y doutorado por la institución donde se formó. Profesor y vicerrector de la Universidad Católica de Pelotas dejó el cargo cuando Arnaldo Prieto lo invitó para ocupar la Secretaría de las Relaciones del Trabajo del Ministerio del Trabajo el primer año del Gobierno Ernesto Geisel hasta la decisión del gobernador Sinval Guazzelli en nombrarlo Secretario del Trabajo y Acción Social. Electo diputado federal por la ARENA en 1978 migró para el PDS y venció la disputa para senador al impedir la reelección de Paulo Brossard y una vez juramentado quedó al lado de Pedro Simon y Tarso Dutra, este último fallecido poco después y sustituido por Otávio Cardoso.

## Resultados

### Gobernador
| Partido                   | Partido                   | Candidatos                | Votos     | %      |
| ------------------------- | ------------------------- | ------------------------- | --------- | ------ |
|                           | PDS                       | Jair Soares               | 1,294,962 | 38,16  |
|                           | PMDB                      | Pedro Simon               | 1,272,319 | 37,49  |
|                           | PDT                       | Alceu Collares            | 775,546   | 22,85  |
|                           | PT                        | Olívio Dutra              | 50,713    | 1,50   |
|                           |                           |                           |           |        |
| Votos válidos             | Votos válidos             | Votos válidos             | 3.393.540 | 89,32  |
| Votos en blanco           | Votos en blanco           | Votos en blanco           | 334.125   | 8,80   |
| Votos nulos               | Votos nulos               | Votos nulos               | 71.348    | 1,88   |
| Total                     | Total                     | Total                     | 3.799.013 | 100,00 |
| Registrados/Participación | Registrados/Participación | Registrados/Participación | 4.278.043 | 88,80  |
| Fuentes:                  |                           |                           |           |        |

     Eleito

### Senador Federal
| Partido                   | Partido                   | Candidatos                | Votos     | %      |
| ------------------------- | ------------------------- | ------------------------- | --------- | ------ |
|                           | Carlos Chiarelli          | Carlos Chiarelli          | 906.791   | 27,82  |
| Alberto Hoffmann          | Alberto Hoffmann          | 364.781                   | 11,20     |        |
| PDS                       | PDS                       | PDS                       | 1.271.572 | 39,02  |
|                           | PMDB                      | Paulo Brossard            | 1.209.432 | 37,11  |
|                           | PDT                       | Getúlio Dias              | 730.869   | 22,42  |
|                           | PT                        | Raul Pont                 | 47.234    | 1,45   |
|                           |                           |                           |           |        |
| Votos válidos             | Votos válidos             | Votos válidos             | 4.736.791 | 87,55  |
| Votos en blanco           | Votos en blanco           | Votos en blanco           | 436.664   | 8,03   |
| Votos nulos               | Votos nulos               | Votos nulos               | 240.231   | 4,42   |
| Total                     | Total                     | Total                     | 3.799.013 | 100,00 |
| Registrados/Participación | Registrados/Participación | Registrados/Participación | 4.278.043 | 88,80  |
| Fuentes:                  |                           |                           |           |        |

     Eleito

### Diputados federales electos
Los candidatos electos se enumeran con información adicional de la Cámara de Diputados. Según datos del Tribunal Superior Electoral, el PDS ganó 13 escaños, el PMDB 12 y el PDT 7.
| Diputados estatales electos | Partido | Votos   | Ciudad de origen       | Estado             |
| --------------------------- | ------- | ------- | ---------------------- | ------------------ |
| Nelson Marchezan            | PDS     | 238.847 | Santa Maria            | Río Grande del Sur |
| Sinval Guazzelli            | PMDB    | 120.844 | Vacaria                | Río Grande del Sur |
| Victor Faccioni             | PDS     | 112.652 | Caxias do Sul          | Río Grande del Sur |
| Baltazar de Bem e Canto     | PDS     | 98.740  | Cachoeira do Sul       | Río Grande del Sur |
| Pratini de Moraes           | PDS     | 96.789  | Porto Alegre           | Río Grande del Sur |
| Paulo Mincarone             | PMDB    | 74.553  | Bento Gonçalves        | Río Grande del Sur |
| Hugo Mardini                | PDS     | 71.189  | Porto Alegre           | Río Grande del Sur |
| Augusto Trein               | PDS     | 70.932  | Passo Fundo            | Río Grande del Sur |
| Lélio Souza                 | PMDB    | 67.328  | Rosário do Sul         | Río Grande del Sur |
| Aldo Pinto                  | PDT     | 62.992  | Palmeira das Missões   | Río Grande del Sur |
| José Fogaça                 | PMDB    | 62.809  | Porto Alegre           | Río Grande del Sur |
| Júlio Costamilan            | PMDB    | 62.273  | Caxias do Sul          | Río Grande del Sur |
| Darcy Pozza                 | PDS     | 57.999  | Bento Gonçalves        | Río Grande del Sur |
| Hermes Zaneti               | PMDB    | 56.309  | Veranópolis            | Río Grande del Sur |
| Rosa Flores                 | PMDB    | 52.221  | Montenegro             | Río Grande del Sur |
| Jorge Uequed                | PMDB    | 49.637  | Rio Grande             | Río Grande del Sur |
| Ibsen Pinheiro              | PMDB    | 48.679  | São Borja              | Río Grande del Sur |
| Telmo Kirst                 | PDS     | 48.038  | Santa Cruz do Sul      | Río Grande del Sur |
| Oly Fachin                  | PDS     | 46.829  | São Sepé               | Río Grande del Sur |
| Siegfried Heuser            | PMDB    | 46.572  | Santa Cruz do Sul      | Río Grande del Sur |
| Pedro Germano               | PDS     | 46.262  | Cachoeira do Sul       | Río Grande del Sur |
| João Gilberto               | PMDB    | 45.317  | Quaraí                 | Río Grande del Sur |
| Osvaldo Nascimento          | PDT     | 43.206  | Santa Maria            | Río Grande del Sur |
| Amaury Müller               | PDT     | 42.687  | Cruz Alta              | Río Grande del Sur |
| Emídio Perondi              | PDS     | 42.422  | Tupanciretã            | Río Grande del Sur |
| Rubens Ardenghi             | PDS     | 42.002  | Palmeira das Missões   | Río Grande del Sur |
| Guido Moesch                | PDS     | 41.883  | Arroio do Meio         | Río Grande del Sur |
| Matheus Schmidt             | PDT     | 41.791  | Santa Cruz do Sul      | Río Grande del Sur |
| Irajá Rodrigues             | PMDB    | 41.096  | Pelotas                | Río Grande del Sur |
| Floriceno Paixão            | PDT     | 38.939  | Taquara                | Río Grande del Sur |
| Nadir Rosseti               | PDT     | 34.593  | São Francisco de Paula | Río Grande del Sur |
| Nilton Alves                | PDT     | 33.899  | Torres                 | Río Grande del Sur |

#### Por Partido/Federación
| Nª                        | Partido                                            | Votos     | %      | Escaños | ±           |
| ------------------------- | -------------------------------------------------- | --------- | ------ | ------- | ----------- |
| 1                         | Partido Democrático Social (PDS)                   | 1.227.460 | 39,15  | 13      | 1           |
| 5                         | Partido del Movimento Democrático Brasileño (PMDB) | 1.170.849 | 37,35  | 12      | 6           |
| 2                         | Partido Democrático Laborista (PDT)                | 693.384   | 22,12  | 7       | Nuevo       |
| 3                         | Partido de los Trabajadores (PT)                   | 43.378    | 1,38   | 0       | Nuevo       |
|                           |                                                    |           |        |         |             |
| Votos válidos             | Votos válidos                                      | 3.185.071 | 83,84  |         |             |
| Votos en blanco           | Votos en blanco                                    | 505.344   | 13,30  |         |             |
| Votos nulos               | Votos nulos                                        | 108.598   | 2,86   |         |             |
| Total                     | Total                                              | 3.799.013 | 100,00 | 32      | Sin cambios |
| Registrados/Participación | Registrados/Participación                          | 4.278.043 | 88,80  |         |             |

### Diputados estatales electos
Listado de candidatos electos con información adicional de la Asamblea Legislativa.
| Diputados estatales electos     | Partido | Votos  | Ciudad de origen       | Estado             |
| ------------------------------- | ------- | ------ | ---------------------- | ------------------ |
| Adylson Motta                   | PDS     | 53.870 | São Luiz Gonzaga       | Río Grande del Sur |
| Leônidas Ribas                  | PDS     | 50.552 | Santo Ângelo           | Río Grande del Sur |
| Jarbas Lima                     | PDS     | 48.694 | Lagoa Vermelha         | Río Grande del Sur |
| Eugênio Nelson Ritzel           | PMDB    | 44.766 | Dois Irmãos            | Río Grande del Sur |
| Erico Pegoraro                  | PDS     | 41.072 | Canguçu                | Río Grande del Sur |
| Algir Lorenzon                  | PMDB    | 40.479 | Catuípe                | Río Grande del Sur |
| Eclea Terezinha Guazzeli        | PMDB    | 38.738 | Porto Alegre           | Río Grande del Sur |
| Carlos Giacomazzi               | PMDB    | 37.515 | Erechim                | Río Grande del Sur |
| Francisco Carrion Júnior        | PMDB    | 36.549 | Porto Alegre           | Río Grande del Sur |
| Antônio Carlos Borges           | PDS     | 36.258 | Arvorezinha            | Río Grande del Sur |
| Hilário Braun                   | PMDB    | 36.092 | Três Passos            | Río Grande del Sur |
| Sérgio Ilha Moreira             | PDS     | 35.749 | Porto Alegre           | Río Grande del Sur |
| Geraldo Germano                 | PDS     | 35.401 | Cachoeira do Sul       | Río Grande del Sur |
| Romeu Martinelli                | PDS     | 34.865 | Passo Fundo            | Río Grande del Sur |
| Ruy Carlos Ostermann            | PMDB    | 34.481 | São Leopoldo           | Río Grande del Sur |
| Cezar Schirmer                  | PMDB    | 34.424 | Santa Maria            | Río Grande del Sur |
| Dorival Cândido Luz de Oliveira | PMDB    | 34.307 | Gravataí               | Río Grande del Sur |
| Silvérius Kist                  | PDS     | 34.019 | Santa Cruz do Sul      | Río Grande del Sur |
| Celso Testa                     | PMDB    | 33.191 | Passo Fundo            | Río Grande del Sur |
| Rubi Mathias Diehl              | PDS     | 32.497 | Viamão                 | Río Grande del Sur |
| João Goulart Filho              | PDT     | 32.476 | Río de Janeiro         | Río de Janeiro     |
| José Ivo Sartori                | PMDB    | 31.866 | Farroupilha            | Río Grande del Sur |
| Roberto Athayde Cardona         | PDS     | 31.346 | Pelotas                | Río Grande del Sur |
| Germano Rigotto                 | PMDB    | 31.242 | Caxias do Sul          | Río Grande del Sur |
| José Paulo Bisol                | PMDB    | 31.210 | Porto Alegre           | Río Grande del Sur |
| Carlos Araújo                   | PDT     | 30.717 | São Francisco de Paula | Río Grande del Sur |
| Jauri Gomes de Oliveira         | PMDB    | 30.298 | São Luiz Gonzaga       | Río Grande del Sur |
| Ivo Mainardi                    | PMDB    | 30.160 | Arroio do Tigre        | Río Grande del Sur |
| Loris Reali                     | PDS     | 29.562 | Novo Hamburgo          | Río Grande del Sur |
| Luiz Fernando Staub             | PDS     | 29.092 | Venâncio Aires         | Río Grande del Sur |
| Francisco Lisboa Napoli         | PDS     | 28.948 | Alvorada               | Río Grande del Sur |
| Alceu Francisco Martins da Rosa | PDS     | 28.640 | Taquara                | Río Grande del Sur |
| Valmir Susin                    | PDS     | 28.558 | Caxias do Sul          | Río Grande del Sur |
| Antenor Ferrari                 | PMDB    | 27.918 | Bento Gonçalves        | Río Grande del Sur |
| Camilo Moreira                  | PDS     | 27.254 | Sapucaia do Sul        | Río Grande del Sur |
| Antonio Lorenzi                 | PMDB    | 26.579 | Sapiranga              | Río Grande del Sur |
| Dercy Terezinha Furtado         | PDS     | 25.994 | Porto Alegre           | Río Grande del Sur |
| Élio Corbellini                 | PDT     | 25.983 | Porto Alegre           | Río Grande del Sur |
| Antonio Lorenzi                 | PMDB    | 25.676 | Cachoeirinha           | Río Grande del Sur |
| Alecrides Sant' Anna de Moraes  | PDS     | 25.660 | Uruguaiana             | Río Grande del Sur |
| Olímpio Sergio Albrecht         | PDT     | 25.398 | São Leopoldo           | Río Grande del Sur |
| Porfírio Peixoto                | PDT     | 24.951 | São Luiz Gonzaga       | Río Grande del Sur |
| Romildo Bolzan                  | PDT     | 24.885 | Cachoeira do Sul       | Río Grande del Sur |
| Vercidino Albarello             | PDS     | 24.807 | Palmitinho             | Río Grande del Sur |
| Luiz Antônio Possebon           | PDS     | 24.422 | Canoas                 | Río Grande del Sur |
| Horst Ernest Volk               | PDS     | 23.847 | Campo Bom              | Río Grande del Sur |
| Marino Andrade                  | PDS     | 23.134 | Erechim                | Río Grande del Sur |
| Rodolfo Rospide Netto           | PMDB    | 22.962 | Iraí                   | Río Grande del Sur |
| Hélio Musskopf                  | PMDB    | 22.713 | Bom Retiro do Sul      | Río Grande del Sur |
| André Nivaldo Jager Soares      | PMDB    | 21.364 | Uruguaiana             | Río Grande del Sur |
| Carlos Renan Kurtz              | PDT     | 20.753 | Santa Maria            | Río Grande del Sur |
| Francisco Dequi                 | PDT     | 20.507 | Gaurama                | Río Grande del Sur |
| Dilamar Machado                 | PDT     | 20.042 | São Luiz Gonzaga       | Río Grande del Sur |
| Benno Orlando Burmann           | PDT     | 19.960 | Santa Maria            | Río Grande del Sur |
| Valdomiro Rocha Lima            | PDT     | 18.090 | Rio Grande             | Río Grande del Sur |
| Joãozinho Severiano             | PDT     | 17.498 | Porto Alegre           | Río Grande del Sur |

#### Por Partido/Federación
| Nª                        | Partido                                            | Votos     | %      | Escaños | ±           |
| ------------------------- | -------------------------------------------------- | --------- | ------ | ------- | ----------- |
| 1                         | Partido Democrático Social (PDS)                   | 1.255.716 | 39,15  | 23      | 8           |
| 5                         | Partido del Movimento Democrático Brasileño (PMDB) | 1.156.326 | 37,35  | 21      | 4           |
| 2                         | Partido Democrático Laborista (PDT)                | 687.478   | 22,12  | 12      | Nuevo       |
| 3                         | Partido de los Trabajadores (PT)                   | 42.371    | 1,38   | 0       | Nuevo       |
|                           |                                                    |           |        |         |             |
| Votos válidos             | Votos válidos                                      | 3.141.891 | 82,71  |         |             |
| Votos en blanco           | Votos en blanco                                    | 533.896   | 14,05  |         |             |
| Votos nulos               | Votos nulos                                        | 123.226   | 3,24   |         |             |
| Total                     | Total                                              | 3.799.013 | 100,00 | 56      | Sin cambios |
| Registrados/Participación | Registrados/Participación                          | 4.278.043 | 88,80  |         |             |